# Hatgrupp
En hatgrupp är en social grupp eller organisation som förespråkar och utövar hat, fientlighet eller våld mot personer baserat på ras, etnicitet, nation, religion, kön, könsidentitet, sexuell läggning eller någon annan utsedd samhällsgrupp. Enligt USA:s federala undersökningsbyrå FBI är en hatgrupps främsta syfte att "främja hätskhet, fientlighet och illvilja mot personer som tillhör en viss ras, religion, handikapp, sexuell läggning eller etnicitet/nationellt ursprung som skiljer sig från medlemmarna i organisationen." Forskare har svårt att definiera termen hatgrupp och huruvida en viss grupp ska klassificeras som en hatgrupp kan bero på vem som gör bedömningen.
I USA finns två privata organisationer som bevakar intolerans och hatgrupper: Anti-Defamation League (ADL) och Southern Poverty Law Center (SPLC). I Sverige finns exempelvis stiftelsen Expo och Svenska kommittén mot antisemitism.

## Religiösa hatgrupper
Southern Poverty Law Center (SPLC) betecknar en rad religiösa organisationer som hatgrupper. Inom "black separatism" återfinns bland andra Nation of Islam (NOI).
Bland kristna grupper har SPLC funnit att American Family Association, Family Research Council, Traditional Values Coalition, Faithful Word Baptist Church och Westboro Baptist Church uppfyller kriterierna för hatgrupper.
Inom vit suprematism utgör, enligt SPLC, Creativity-rörelsen en religiös hatgruppsmiljö.

## Hatgrupper på Internet
Före Internet rekryterade hatgrupper sina medlemmar och spred sin propaganda muntligen eller genom distribution av flygblad och pamfletter. Internets intåg har möjliggjort för hatgruppernas medlemmar att delta i realtidsdiskussioner på webben. Genom Internet kan hatgrupperna sprida sina budskap och rekrytera medlemmar.
Många hatsajter har ett explicit fientligt och/eller våldsamt budskap, medan andra på ytan kan framstå som mera oförargliga. Denna fasad kan främja gruppens attraktionskraft.
Simon Wiesenthal Center (SWC), publicerade år 2009 sin iReport, i vilken man fastslår att det förekommer mer än 10 000 hat- och terroristsajter samt diskussionsfora. SWC:s kartläggning inbegriper bland annat renodlade hatsajter, sociala nätverk, bloggar samt YouTube-kanaler.